# Bence Lenzsér
Bence Lenzsér (sinh ngày 9 tháng 4 năm 1996) là một cầu thủ bóng đá Hungary. Hiện tại anh thi đấu cho Paksi FC.
Anh cũng là một phần của U-19 Hungary tại Giải vô địch bóng đá U-19 châu Âu 2014 và đội tuyển U-20 tại Giải vô địch bóng đá U-20 thế giới 2015.

## Thống kê sự nghiệp

### Câu lạc bộ
Tính đến 9 tháng 12 năm 2017
| Câu lạc bộ          | Mùa giải | Giải vô địch | Giải vô địch | Cúp  | Cúp | Châu Âu | Châu Âu | Tổng | Tổng |
| Câu lạc bộ          | Mùa giải | Trận         | Bàn          | Trận | Bàn | Trận    | Bàn     | Trận | Bàn  |
| ------------------- | -------- | ------------ | ------------ | ---- | --- | ------- | ------- | ---- | ---- |
| Győr II             |          |              |              |      |     |         |         |      |      |
| 2013–14             | 17       | 0            | –            | –    | –   | –       | 17      | 0    |      |
| 2014–15             | 6        | 0            | –            | –    | –   | –       | 6       | 0    |      |
| Tổng                | 23       | 0            | 0            | 0    | 0   | 0       | 23      | 0    |      |
| Paks                |          |              |              |      |     |         |         |      |      |
| 2014–15             | 5        | 0            | 0            | 0    | –   | –       | 5       | 0    |      |
| 2015–16             | 27       | 2            | 0            | 0    | –   | –       | 27      | 2    |      |
| 2016–17             | 24       | 1            | 1            | 0    | –   | –       | 25      | 1    |      |
| 2017–18             | 14       | 2            | 1            | 0    | –   | –       | 15      | 2    |      |
| Tổng                | 70       | 5            | 2            | 0    | 0   | 0       | 72      | 5    |      |
| Tổng cộng sự nghiệp |          | 93           | 5            | 2    | 0   | 0       | 0       | 95   | 5    |